# 임세업
임세업(1983년 9월 1일 ~ )은 전 KBO 리그 삼성 라이온즈, KIA 타이거즈, 한화 이글스의 외야수이자, 현 kt 위즈의 운영팀 매니저이다.